# Christian Etchebest
Ne doit pas être confondu avec Philippe Etchebest.
Christian Etchebest est un chef cuisinier français né le 17 février 1969 à Pau, en Béarn, qui est intervenu dans plusieurs émissions télévisées, comme Bon et à savoir et La Plus Belle Région de France.
Il est propriétaire de plusieurs restaurants « bistronomiques » à Paris et à Rungis sous enseigne « La Cantine du Troquet ». Il a ouvert également en collaboration avec le chef palois Jean-Bernard Hourçourigaray « La Cantine de la Section » à Pau.
Il n'a aucun lien de parenté avec le cuisinier et animateur Philippe Etchebest.

## Biographie
Le cuisinier fait ses armes dans les cuisines de grands restaurants des côtes ouest et sud de la France, notamment celles du Grand Hôtel de Saint-Jean-de-Luz, du Miramar à Biarritz ou encore du Martinez à Cannes, avant de poursuivre à la capitale au Crillon. Il a par ailleurs été élève du chef Christian Constant.
En 1998, son restaurant « Le Troquet » à Paris est élu « bistrot de l'année » par le guide Pudlo. Quelques années plus tard, il ouvre « La Cantine du Troquet Pernety » et en 2012, « La Cantine du Troquet Dupleix »,.
En 2005, il anime en collaboration avec Jean-Pierre Coffe et le chef Caroline Rostang sur la chaîne M6 une émission intitulée Panique en cuisine. L'émission tente de transposer en France celle du britannique Gordon Ramsay, Ramsay's Kitchen Nightmares. Les deux émissions spéciales sont un échec,.
En 2008, il est rappelé pour animer la nouvelle émission culinaire de M6 Bon et à savoir, dans laquelle il officie jusqu'en 2010. Une semaine après l'arrêt de l'émission, celle-ci est remplacée par M.I.A.M (Mon Invitation À Manger), présentée par Cyril Lignac. C'est à cette même période que la chaîne M6 réinstaure un programme similaire à Panique en cuisine, Cauchemar en cuisine avec Philippe Etchebest.
En 2013, alors que la marque Kronenbourg choisit Philippe Etchebest comme ambassadeur, la société néerlandaise Heineken fait appel à Christian Etchebest,.
Le 15 septembre 2013, Christian Etchebest prend les commandes du restaurant bistronomique « La Cantine de la Cigale » en tant que conseiller culinaire ; l'établissement jouxte la salle de spectacle La Cigale, à proximité de la Butte Montmartre dans le 18e arrondissement de Paris.
L'auteur Jean Cormier lui dédie une présentation dans son ouvrage Gueules de Chefs (2013).
Le 22 mai 2014, Christian Etchebest apparaît dans l'émission La plus belle région de France diffusée sur M6 et pour laquelle il est juré aux côtés de la journaliste et historienne Clémentine Portier-Kaltenbach et du reporter Jean-Bernard Carillet.
En 2015, il intègre le jury de MasterChef, sur TF1.
Lors des manifestations du mouvement des Gilets Jaunes en 2019, sa voiture de sport (marque Porsche) est incendiée.
Il est membre du comité de pilotage de l'association l’Observatoire de l’Obésité (Obobs) ainsi que parrain de la Fédération française de cuisine amateur.
Le 8 septembre 2023, Christian Etchebest participe avec de nombreux guests à la cérémonie d'ouverture de la Coupe du Monde de Rugby 2023 sur le module "La Chistera".

## Publications
- avec Éric Ospital (préf. Yves Camdeborde), Tout est bon dans le cochon : Histoires, traditions et recettes, First, 2013, 192 p. (ISBN 978-2-7540-5400-3)[10],[11],[12].
- La cantine du Troquet : LCdT, Paris, Solar, 2015, 152 p. (ISBN 978-2-263-06959-8) : titre en référence à ses restaurants dans lequel on retrouve ses recettes du terroir[13].